# Chiang Khwan (huyện)
Chiang Khwan (tiếng Thái: เชียงขวัญ) là một huyện (amphoe) của tỉnh Roi Et, Thái Lan.

## Địa lý
Các huyện giáp ranh (từ phía bắc theo chiều kim đồng hồ) là: Pho Chai, Selaphum, Thawat Buri, Mueang Roi Et và Changhan của tỉnh Roi Et, và Rong Kham của tỉnh Kalasin.

## Lịch sử
Tiểu huyện (king amphoe) đã được lập ngày 30 tháng 4 năm 1994, khi 6 tambon được tách ra từ Thawat Buri.
Theo quyết định của chính phủ Thái Lan vào ngày 15 tháng 5 năm 2007, tất cả 81 tiểu huyện đều được nâng lên thành huyện. Với việc đăng công báo ngày 24 tháng 8, việc nâng cấp này thành chính thức.

## Hành chính
Huyện này được chia thành 6 phó huyện (tambon), các đơn vị này lại được chia ra thành 66 làng (muban). Không có khu vực đô thị, có 6 Tổ chức hành chính tambon (TAO).
| STT. | Tên          | Tên Thái | Số làng | Dân số |  |
| ---- | ------------ | -------- | ------- | ------ |  |
| 1.   | Chiang Khwan | เชียงขวัญ  | 12      | 4.666  |  |
| 2.   | Phlapphla    | พลับพลา   | 11      | 4.807  |  |
| 3.   | Phra That    | พระธาตุ   | 8       | 2.495  |  |
| 4.   | Phra Chao    | พระเจ้า   | 12      | 4.714  |  |
| 5.   | Mu Mon       | หมูม้น     | 10      | 4.727  |  |
| 6.   | Ban Khueang  | บ้านเขือง  | 13      | 6.450  |  |